# Clerc de commissaire-priseur
Pour les articles homonymes, voir Clerc.
Le clerc de commissaire-priseur est le principal collaborateur du commissaire-priseur judiciaire.
La pratique a également étendu cette appellation aux collaborateurs des commissaires-priseurs habilités aux ventes volontaires. 

## Fonctions
On distingue plusieurs fonctions cumulables :
- Clerc principal (ou Premier clerc) : il est le collaborateur privilégié du commissaire-priseur, il : 
  - oriente et dirige les autres clercs,
  - rédige, prépare et reçoit certains actes ensuite soumis à la signature du commissaire-priseur judiciaire,
  - assure le suivi et la constitution des dossiers sous le contrôle et la responsabilité du commissaire-priseur judiciaire,
  - peut, s'il est titulaire du diplôme de commissaire-priseur et en l'absence du commissaire-priseur, diriger la vente aux enchères volontaire.
- Clerc au procès-verbal : il a la charge de dresser le procès-verbal des ventes aux enchères publiques (judiciaires ou volontaires) et, dans certains cas, d'assurer l'encaissement des frais et adjudications. Il peut être extérieur à l'étude et n'intervenir que durant les ventes aux enchères.
- Clerc spécialisé : il est à la tête d'un département dans une étude et gère la préparation et l'organisation des ventes relevant de son département (mobilier & objets d'art, tableaux, design, art déco, etc.).
- Stagiaire commissaire-priseur : dans le cadre de la formation des commissaires-priseurs, un stage de deux années au sein d'une étude judiciaire et/ou opérateur de ventes volontaires est nécessaire. Le stagiaire exerce alors des fonctions et dispose du titre de clerc.

## Formation
Les clercs sont titulaires d'une formation universitaire en droit et en histoire de l'art (ou équivalent). Par ailleurs, un examen d'aptitude peut être présenté par les clercs justifiant d'une pratique professionnelle d’au moins sept ans dans une (ou plusieurs) étude de commissaire-priseur judiciaire ou auprès d'un opérateur de ventes volontaires afin de devenir commissaires-priseurs.